# Seznam moravských šlechtických rodů, D
Tento seznam obsahuje výčet šlechtických rodů, které byly v minulosti spjaty s Markrabstvím moravským. Podmínkou uvedení je držba majetku, která byla v minulosti jedním z hlavních atributů šlechty, případně, zejména u šlechty novodobé, jejich služby ve státní správě na území Moravy či podnikatelské aktivity. Platí rovněž, že u šlechty, která nedržela konkrétní nemovitý majetek, jsou uvedeny celé rody, tj. rodiny, které na daném území žily alespoň po dvě generace, nejsou tudíž zahrnuti a počítáni za domácí šlechtu jednotlivci, kteří na Moravě vykonávali pouze určité funkce (politické, vojenské apod.) po přechodnou či krátkou dobu. Nejsou rovněž zahrnuti církevní hodnostáři z řad šlechty, kteří pocházeli ze šlechtických rodů z jiných zemí.

## D
- Dalbergové[1]
- Daudlebští ze Sternecku[2]
- Daunové[1]
- Davidové[3]
- Děvečkové z Herštejna[3]
- Dietrichsteinové
- Dolanští z Plíškova
- z Doloplaz[3]
- z Doubravice
- Doupovcové z Doupova
- Drascheové von Wartinberg[1]
- Drnovští z Drnovic
- Dubští z Třebomyslic
- Dvořakové z Boru[4]
- Dworzakové von Kulmburg[5]